# 1157년

## 연호
- 남송(南宋) 소흥(紹興) 27년
- 금(金) 정륭(正隆) 2년
- 일본(日本) 호겐(保元) 2년
- 서하(西夏) 천성(天盛) 9년
- 리 왕조(李朝) 다이딘(大定) 18년

## 기년
- 남송(南宋) 고종(高宗) 31년
- 금(金) 해릉양왕(海陵煬王) 9년
- 고려(高麗) 의종(毅宗) 11년
- 서하(西夏) 인종(仁宗) 18년
- 리 왕조(李朝) 영종(英宗) 20년

## 탄생
- 9월 8일 - 잉글랜드의 리처드 1세, 잉글랜드 플랜태저넷 왕가의 2번째 군주.